# Drew Tal
Drew Tal (* 7. října 1957) je izraelský umělec a fotograf žijící a pracující v New Yorku. Jeho práce byly vystavovány po celém světě a jsou zahrnuty do stálých sbírek muzeí, jako je Norton Museum of Art nebo New Britain Museum of American Art. Jeho práce jsou také ve sbírkách na Ecole Internationale de New York, sbírce J. Steinbeckera, sbírkách Robbins, Foreman a Gallery Swanstrom, Ur Arts & Culture Inc, stejně jako ve sbírce Cooper Gallery.

## Raná léta
Drew Tal se narodil jako Dror Toledano 7. října 1957 ve středomořském pobřežním městě Haifa v Izraeli. Tal navštěvoval základní školu Geula (a potom se Bosmat (Technionu Junior průmyslová škola), studium architektury, strojírenství, a interiérového designu. V letech 1976 až 1979 působil Tal v izraelských obranných silách jako tankový velitel v 77. zbrojní brigádě na Golanských výšinách, na Sinajském poloostrově, v pásmu Gazy a v Suezském průplavu.

## Kariéra
V roce 1981 se Tal přestěhoval do New Yorku a pracoval v módním průmyslu, nejprve jako vizážista pro významné fotografy výtvarného umění (například Kenn Duncan), poté jako manažer a designér pro Lyndu Joy Couture, kde začal svou kariéru módního fotografa.
V letech 1993–2005 působil jako fotograf na volné noze v oblasti umění, módy a fitness, pořizoval redakční záběry a reklamní kampaně pro řadu módních časopisů, módních domů, uměleckých a fitness publikací.
Od roku 2005 se Tal soustředil na své umění a od roku 2006 jej celosvětově zastupuje Galerie Emmanuela Fremina a v Santa Fe galerie Carrolla Turnera Santa-Fe, NM a Galerie Mark Hachem v Paříži. Jeho práce byly vystaveny v mnoha galeriích a muzeích výtvarného umění po celém světě, dále na veletrzích umění v New Yorku, The Hamptons, Miami, West Palm Beach, Santa Fe, Dallasu, Chicagu a na prestižních mezinárodních veletrzích umění v Dubaji v Hongkongu, Istanbul, Toronto a Singapur.
V roce 2013 byla jeho série děl s názvem Worlds Apart představena jako samostatná výstava na istanbulském bienále v Rezan Has Museum v tureckém Istanbulu. V roce 2015 byl cyklus Worlds Apart představen na samostatné výstavě v galerii Marka Hachema v Paříži a v La Maison de la Photographie ve francouzském Lille.
Tal považuje lidskou bytost za hlavní předmět své práce, která se točí kolem etnických témat, zejména etnických tváří a očí.
Žije a pracuje na Manhattanu a svůj čas dělí mezi New York City, Miami Beach a Nice ve Francii.

## Galerie

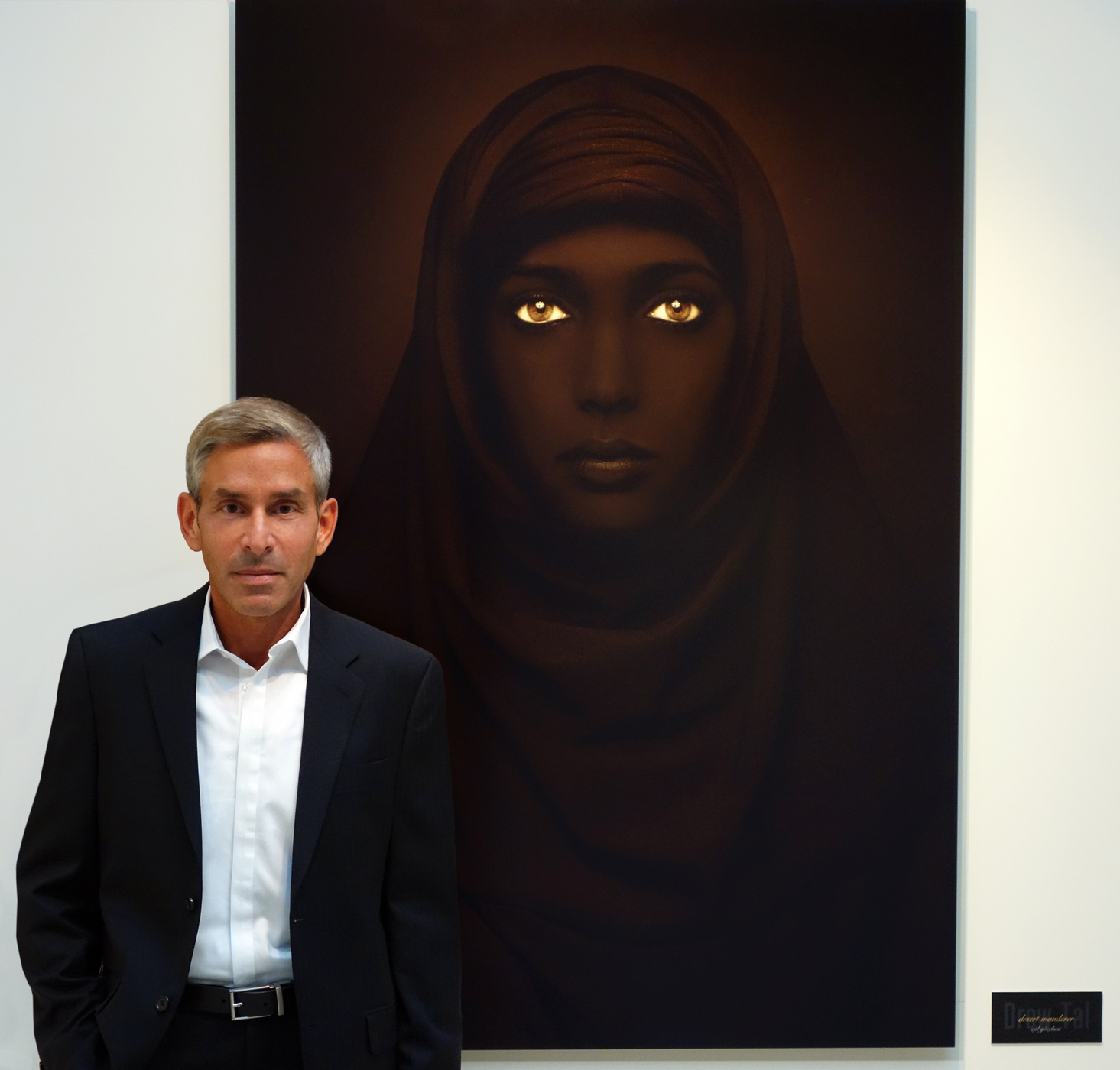
Tal vystavoval na Istanbulském bienále své dílo s názvem „Pouštní poutník“ v muzeu Rezan Has v Istanbulu v Turecku
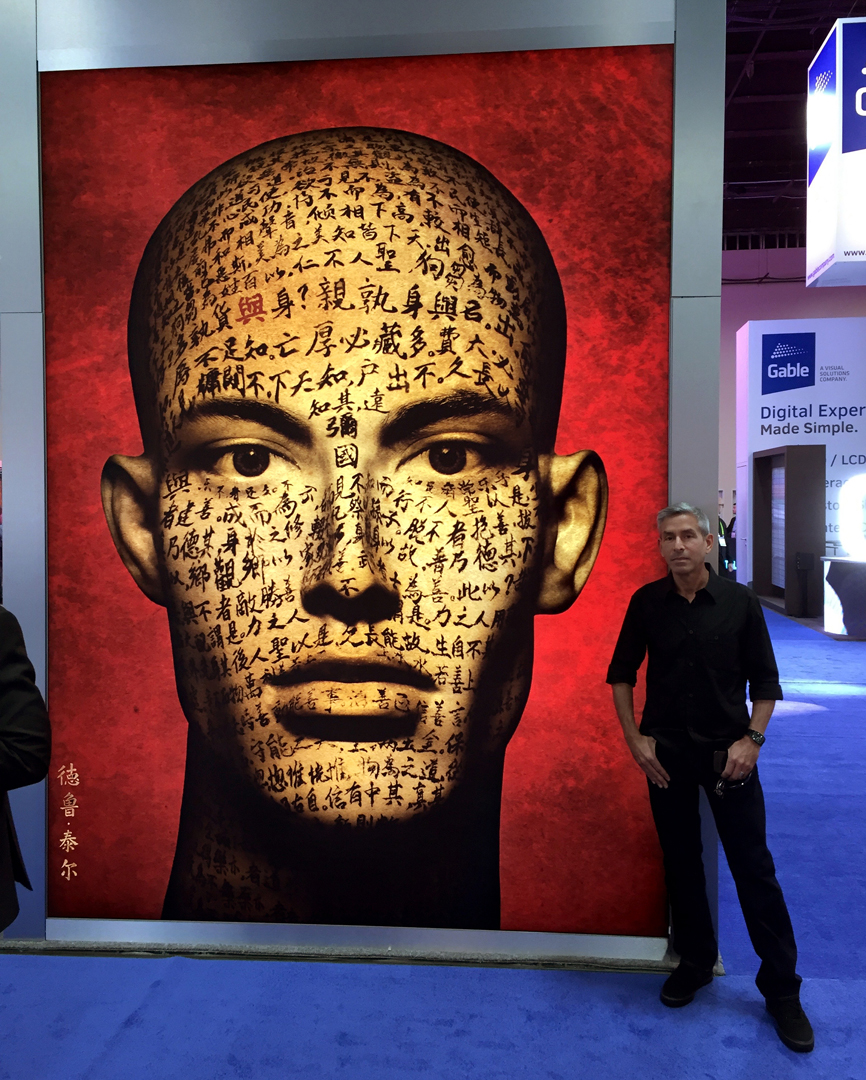
Tal vystavoval na konferenci GlobalShop 2016 v Las Vegas své dílo s názvem „FaceBook of Tao“
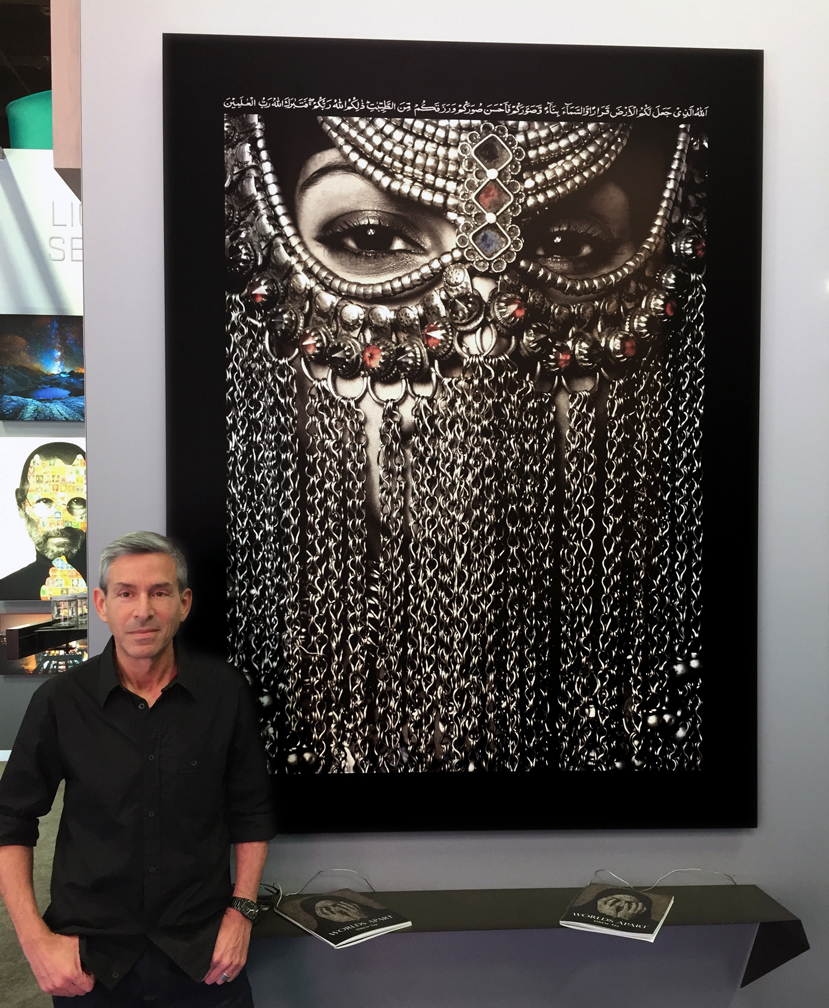
Tal vystavoval na konferenci GlobalShop 2016 v Las Vegas své dílo s názvem „Ticho“